# Javier Soria
Javier Soria Yoshinari (Lima, 15 dicembre 1974) è un ex calciatore peruviano, di ruolo difensore.
Venne convocato dalla Nazionale di calcio del Perù per partecipare alla Copa América 1999, senza però mai scendere in campo.